# Muscicapa cassini
A Muscicapa cassini a madarak osztályának a verébalakúak (Passeriformes) rendjéhez és a  légykapófélék (Muscicapidae) családjához tartozó faj.

## Rendszerezése
A fajt Ferdinand Heine német ornitológus írta le 1859-ben.

## Előfordulása
Nyugat- és Közép-Afrikában, Angola, Benin, Elefántcsontpart, Egyenlítői-Guinea, Kamerun, a Kongói Demokratikus Köztársaság, a Kongói Köztársaság, a Közép-afrikai Köztársaság, Gabon, Ghána, Guinea, Libéria, Niger, Nigéria, Ruanda, Sierra Leone, Togo, Uganda és Zambia területén honos. 
Természetes élőhelyei a trópusi és szubtrópusi mocsári erdők, mocsarak, tavak, folyók és patakok környékén. Állandó, nem vonuló faj.

## Megjelenése
Testhossza 13 centiméter, testtömege 16–19 gramm.

## Életmódja
Főleg repülő rovarokkal táplálkozik.

## Természetvédelmi helyzete
Az elterjedési területe rendkívül nagy, egyedszáma pedig stabil. A Természetvédelmi Világszövetség Vörös listáján nem fenyegetett fajként szerepel.